# Lou-Tex Propylene Pipeline (пропіленопровід)
Lou-Tex Propylene Pipeline (пропіленопровід) — трубопровідна система на півдні США, яка забезпечує транспортування одного з основних продуктів нафтохімічної промисловості.
На півдні Луїзіани в долині Міссісіпі працюють численні нафтопереробні заводи, що призводить до виробництва великої кількості побічного продукту — пропілену (в США більше половини цього олефіну традиційно  отримували саме з НПЗ). Для подачі його далі на захід до техаського хабу в Монт-Белв'ю спорудили пропіленопровід довжиною 263 милі та діаметром 250 мм, котрий починається на лівобережжі Міссісіпі в районі комплексу підземних сховищ Соренто.
Хоча й створений як трубопровід Луїзіана-Техас, Lou-Tex Propylene Pipeline по факту є бі-дирекціональним, тобто здатним за необхідності прокачувати пропілен на схід. Станом на середину 2010-х він працював у режимі подачі з Луїзіани надлишків виробленого тут пропілену недостатньо високої очистки (chemical-grade-propylene або refinery-grade-propylene). В той же час, у Техасі велось спорудження нових установок дегідрогенізації пропану —до весни 2018-го вже запустили заводи в окрузі Гарріс, Фріпорті, Монт-Бельв'ю та анонсували початок робіт в Поінт-Комфорт на установці тайванської компанії Formosa Plastics. Саме з розрахунку на потреби останньої власник пропіленопроводу Enterprise Products Partners анонсувала плани до 2020 року перевести Lou-Tex Propylene Pipeline на транспортування придатного для полімеризації пропілену (polymer-grade-propylene) в Луїзіану, де інвестори з Тайваню придбали ділянку під створення нового різнопланового нафтохімічного виробництва (втім, останнє також може отримати свою установку дегідрогенізації).
При цьому можливо відзначити, що Enterprise Products Partners вже створила дублюючу систему подачі refinery-grade-propylene, проклавши від Соренто RGP pipeline.